# Faxinal dos Guedes
Faxinal dos Guedes é um município localizado no oeste do estado de Santa Catarina, na região Sul do Brasil. Sua população em 2024, conforme estimativas do IBGE, era de 11 486 habitantes. Com uma área de 340,070 km², parte de seu território está situado na borda oeste de uma cratera meteorítica, o Domo de Vargeão.
É uma das cidades em maior altitude do estado de Santa Catarina, com sua área urbana situada acima de 1.000 m. Por conta disso, ostenta o título de Capital dos Ventos. Situa-se na Região Geográfica Imediata de Xanxerê e na Região Geográfica Intermediária de Chapecó. Está inserido na área de expansão da Região Metropolitana de Chapecó e a uma distância de 495 km da capital catarinense Florianópolis. 
Com elevado índice de desenvolvimento humano, a cidade é destaque no cenário nacional por ser a única de toda a região Sul do Brasil a ter os serviços de saneamento básico atendendo 100% da área urbana.
Sua economia se baseia na Indústria, com destaque para a produção de papel e embalagens, e no setor agropecuário, com destaque para a produção de milho e soja.

## Topônimo
Surgiu o nome de Faxinal dos Guedes, pela existência da família Guedes Ramos, poderosos proprietários de terras, Antonio José e Estevão Guedes Ramos, provindo daí o nome Guedes. Quanto a Faxinal, pela característica do município, florestas faxinais, identificada por pastagens, entremeadas de arvoredo esguio.

## História

### Fundação
Os primeiros grupos Humanos que ocuparam o território do hoje município de Faxinal dos Guedes, segundo vestígios arqueológicos, foram Indígenas do Grupo Tupi-Guarani há aproximadamente 2.000 anos.
Os primeiros habitantes não indígenas a ocupar o atual território de Faxinal dos Guedes foram luso-brasileiros, denominados como caboclos, oriundos principalmente do Paraná e São Paulo, atraídos pelo caminho estabelecido entre os Campos de Palmas ao Rio Grande do Sul. O povoamento caboclo se deu incialmente ao longo do caminho das tropas e, depois, avançou para o interior das matas. Os Caboclos eram descendentes da mistura entre indígenas e brancos, caracterizados por serem de cor morena. 
Com a chegada dos colonos militares que estabeleceram em Xanxerê a Colônia Militar do Xapecó, em 1882, os caboclos passaram a ter suas terras possuídas para a posterior venda às empresas colonizadoras que viriam a ocupar a região.
De acordo com os registros civis e cartoriais da época da Colônia Militar do Xapecó, e dos Censos Demográficos de 1890 - 1920, os primeiros moradores da atual Faxinal dos Guedes eram Caboclos provenientes de diversas regiões. Oriundos dos campos de Guarapuava, Palmas, e da então província de São Paulo, provém, dentre outros, os sobrenomes Rodrigues, Fortes e Lima. Oriundos de estados da região Nordeste do Brasil, como Pernambuco, estavam sobrenomes como Sant'Anna, mais tarde alterado para Santana. Provenientes do prórpio estado de Santa Catarina, de cidades como Curitibanos, Lages e Campos Novos, encontram-se os sobrenoms Maia, dos Santos, Soares e Lima.
Em 1910 a área passou a ser denominada de Gramado de Joaquina Rosa, a qual havia adquirido as terras da ex-colônia militar, parte integrante do velho município de Chapecó, Território do Iguaçu.
Em 1940, juntando-se aos caboclos que já residiam no local, começaram a chegar famílias oriundas do Rio Grande do Sul, principalmente descendentes de Italianos e Alemães, dentre as quais Vergílio Barcelos, Arcangelo Santin, Alexandre Antoniolli, Francisco Antoniolli, Fachinello, Migliorini, Rosa e Silva, Vicente de Oliveira Morais, João Pompermayer e Afonso Scheis, estes passaram a se ocupar principalmente da exploração da madeira nativa, do cultivo de milho e trigo, surgindo também as primeiras Casas Comerciais e uma vida social mais intensa, com a Fundação do Clube Recreativo Itagiba no ano de 1943.

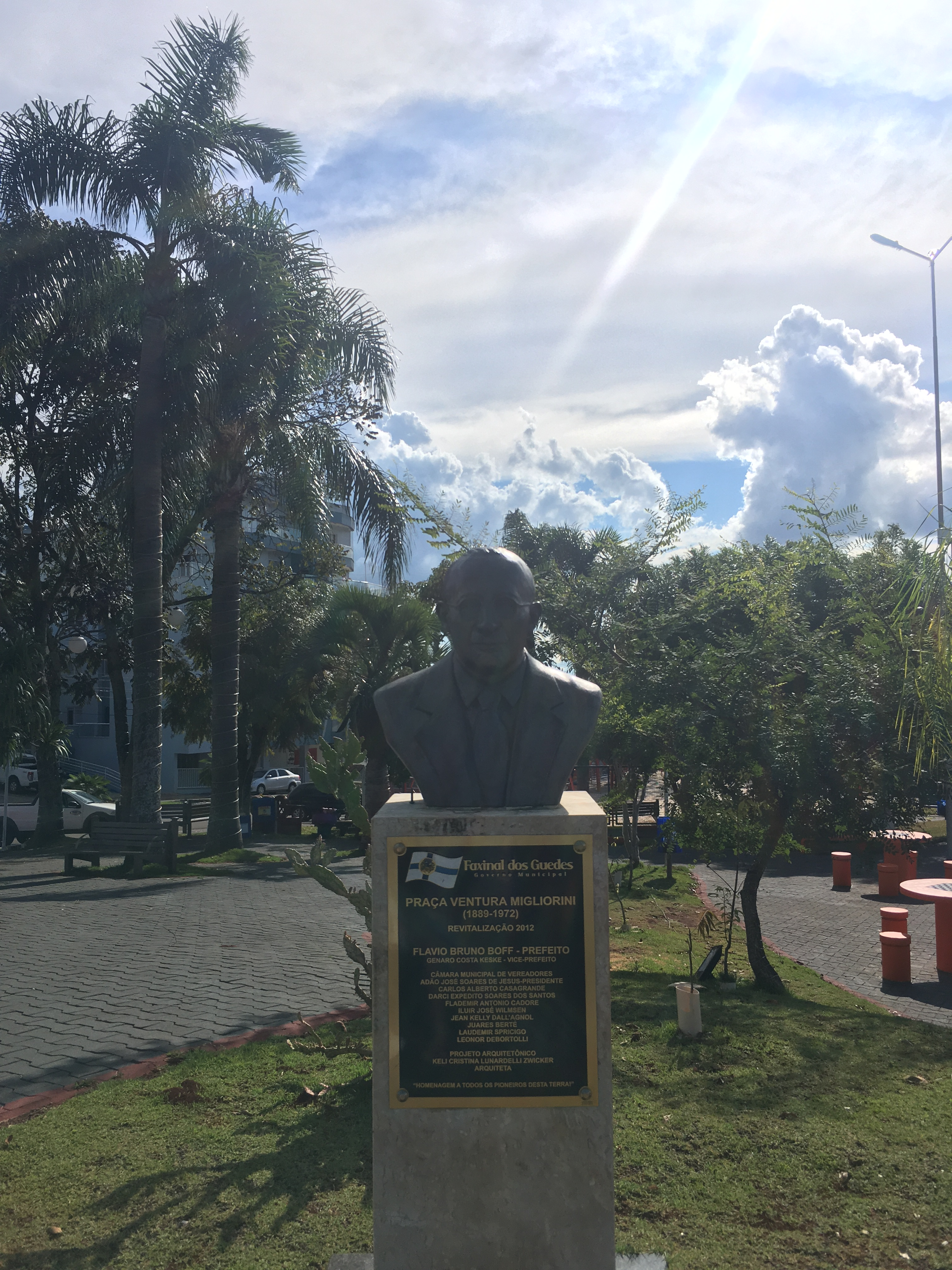
Monumento em homenagem à Ventura Migliorini.

Neste mesmo ano, colonizadores como Migliorini, Grando & Cia. Ltda, Fioravante Massolini e Colonizadora Cruzeiro, iniciaram a venda de lotes das Fazendas Ressaca, Cerca Velha e outras. Ainda neste mesmo ano, elevado a categoria de 7º Distrito de Chapecó construía a 1ª Escola, a qual também servia como Igreja Católica, tendo como professores: Juvenal Cunha, Doraci Cavalheiro e Reinaldo Macari, e como Sacerdote o Padre Gaspar, vindo de Palmas do Paraná. 
Por volta de 1943, abertas as primeiras ruas e avenidas, pela Firma Migliorini, Grando & Cia Ltda, instalada uma casa comercial pelo Sr. Vergilio Barcelos, instalada a 1ª Serraria e criado o Clube Recreativo Itagiba. 
As primeiras autoridades foram, como sub-Prefeito o Sr. Antônio Firminiano Pereira e, como escrivão de Paz, o Sr. Francisco Brito de Miranda. 
Em 1958, como Distrito do Município de Xanxerê, Faxinal dos Guedes conseguiu sua emancipação, através da Lei Estadual nº 348 de 21 de junho, verificando-se a instalação no dia 26 de julho do mesmo ano, tendo como Prefeito o Sr. Alexandre Antoniolli, e o primeiro Prefeito eleito o Sr. Antonio Domingos Migliorini, o qual assumiu em 31 de janeiro de 1959.

### Cronologia
- Sua superfície de 339 km² era coberta de erva-mate e pinheiros.
- Distrito criado com a denominação de Faxinal dos Guedes, por lei municipal nº 23, de 10 de julho de 1919, subordinado ao município de Chapecó.
- Em divisão administrativa referente ao ano de 1933, o distrito figura no município de Chapecó.
- Elevado à categoria de município com a denominação de Faxinal dos Guedes, pela lei estadual nº 348, de 21 de junho de 1958, desmembrado de Xanxerê Sede no antigo distrito de Faxinal dos Guedes. Instalado em 26 de julho de 1958.
- Pela lei municipal nº 24, de 16 de fevereiro de 1959, é criado o distrito de Vargeão e anexado ao município de Faxinal dos Guedes.
- Em divisão territorial datada de 1-VII-1960, o município é constituído de 2 distritos: Faxinal dos Guedes e Vargeão.
- Pela lei estadual nº 954, de 16 de março de 1964, desmembra do município de Faxinal dos Guedes o distrito de Vargeão. Elevado à categoria de município.
- Em 1964, teve sua superfície reduzida para 273 km² com o desmembramento do atual município de Vargeão.
- Pela lei estadual nº 963, de 15 de maio de 1964, é criado o distrito de Barra Grande e anexado ao município de Faxinal dos Guedes.
- Em divisão territorial datada de 1-I-1979, o município é constituído de 2 distritos: Faxinal dos Guedes e Barra Grande.
- Assim permanecendo em divisão territorial datada de 14-V-2001.[17]

## Geografia

Panorâmica da região central vista a partir do Hospital São Cristóvão

Localiza-se a uma latitude 26º51'10" sul e a uma longitude 52º15'37" oeste, estando a uma altitude de 1005 metros. Pertencia à antiga Microrregião de Xanxerê na Mesorregião do Oeste Catarinense, hoje denominadas Região Geográfica Imediata de Xanxerê e Região Geográfica Intermediária de Chapecó. A área do município é de 339,699 km², com aproximadamente 21 Km em forma alongada no sentido Norte-Sul, enquanto que sua dimensão aproximada no sentido Leste-Oeste é de 18 Km.

### Topografia
O relevo do Território do Município está distribuído em três formas que caracterizam, sendo de topografia plana somente 6% da área total, 50% de topografia ondulada e o restante com topografia acidentada. Predomina o relevo Planalto apresentando partes elevadas, com morros.

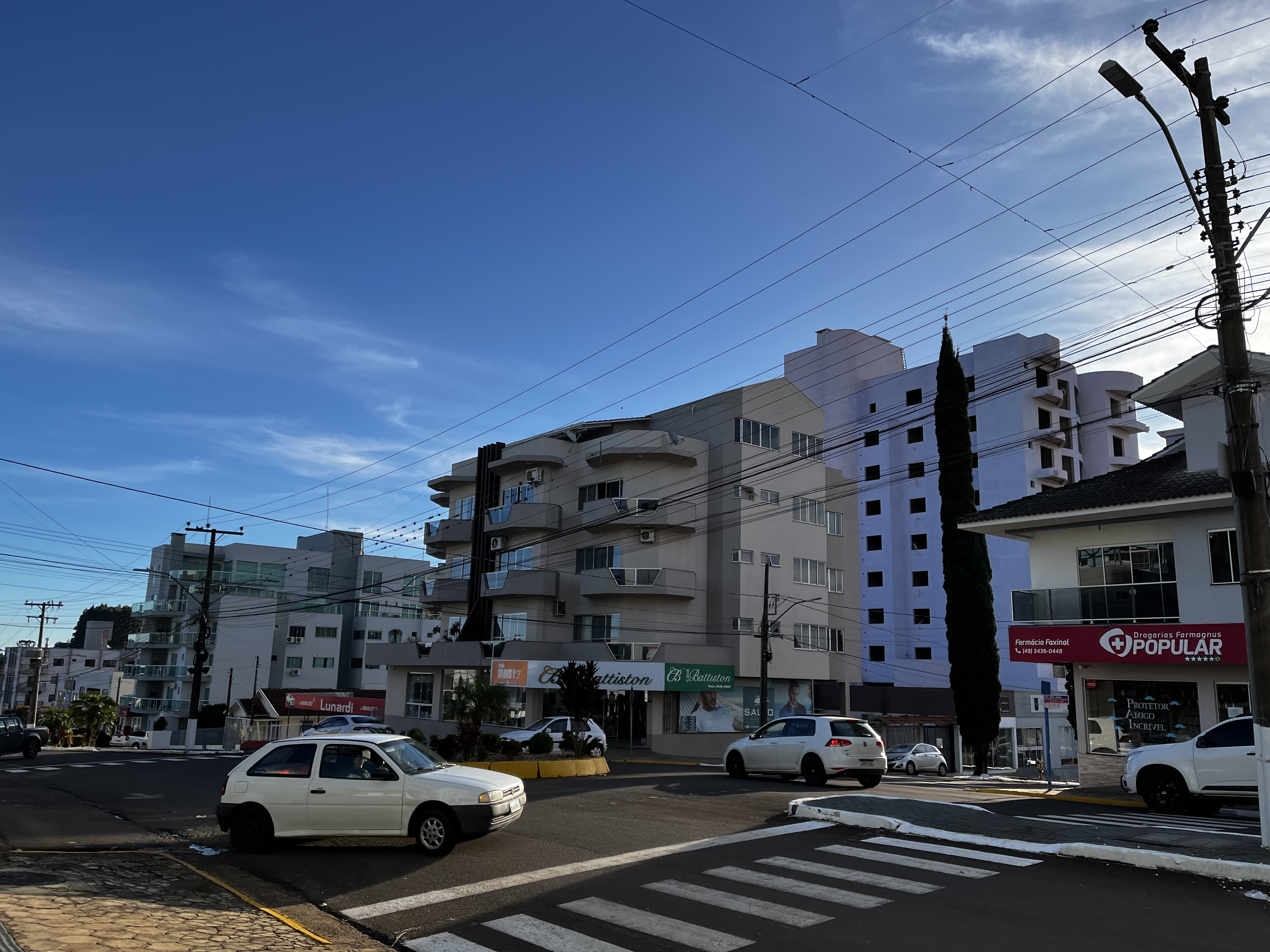
Av. São João, principal via comercial da cidade.

Em um dos locais de maior altitude do município está situada a sua Sede, e a ocupação do solo se dá de forma descendente em relação ao RN oficial (1005 acima do nível do mar).

### Vegetação
O município está situado na Região da Floresta de Araucária e na extensão do perímetro Urbano do município Floresta de Faxinais, caso único em todo o Estado de Santa Catarina.
A Floresta de Araucária é subdividida no município em duas áreas distintas, ao Norte a submata onde predominava a imbuia, a socopena, a erva-mate e taquara; ao Sul a submata onde predominam o angico, a grapia, a guajuvira e a canela.
A Floresta de Faxinal abrange uma extensão de aproximadamente 16 a 20 km por 4 a 7 km de largura.

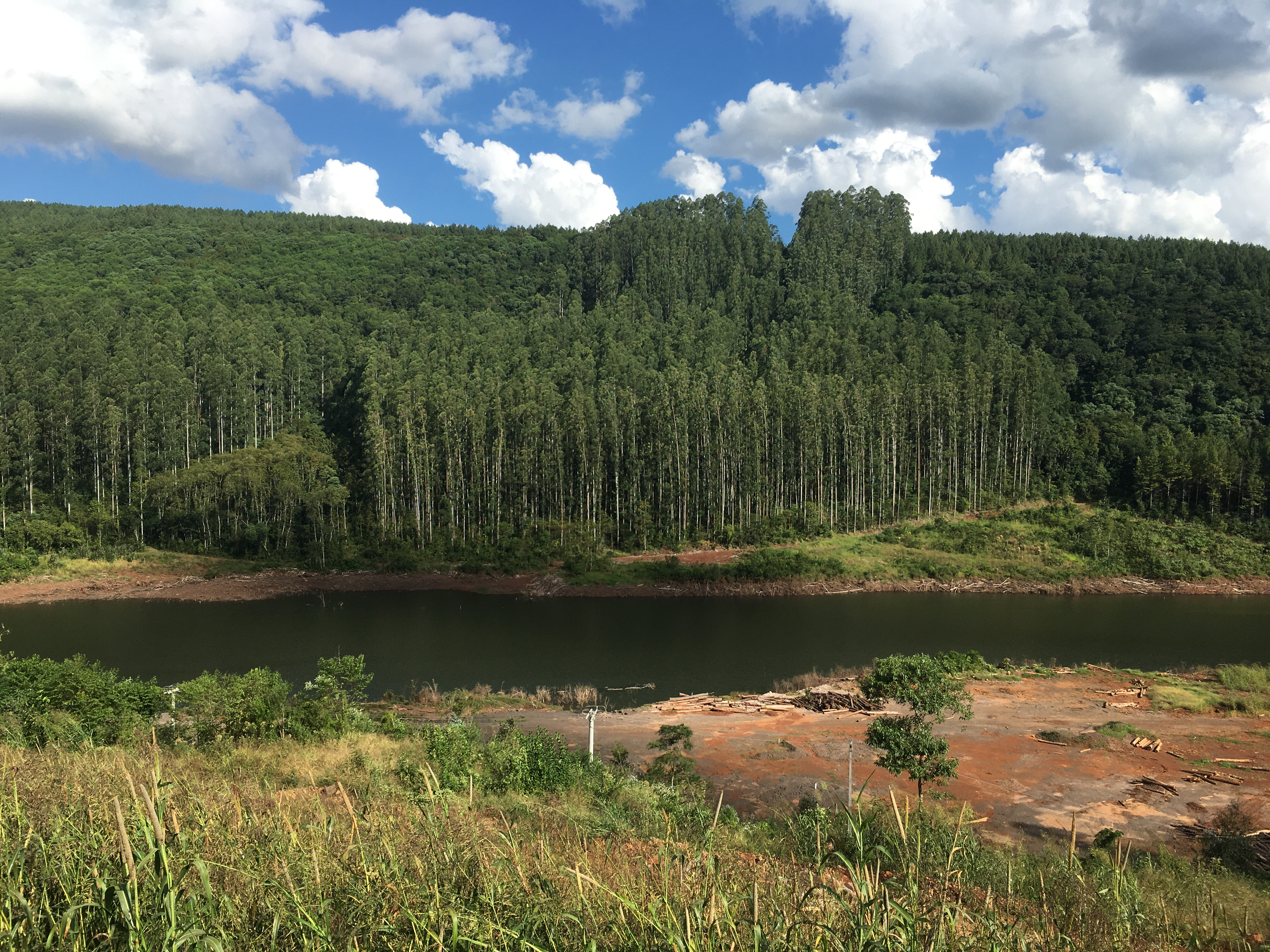
Rio Irani, na divisa com o município de Xavantina, próximo à PCH Barra das Águas.

Os pinheiros são esparsos, altos, com sub-bosque formado principalmente pelo guaraperê e pelo guaramirim, que constituem a parte mais importante associados à congonha, à carne-de-vaca, à caúna e à erva-mate.

### Hidrografia
Os Rios Chapecozinho ao Norte e Irani ao Sul constituem as partes de extensões, limite natural do município de Faxinal dos Guedes, com os municípios de Ouro Verde ao norte e Xavantina e Ipumirim ao sul.
O município possui 40 km de rios, 128 km de riachos e arroios e muitos açudes de pesca para o próprio sustento. Os Arroios e Riachos apresentam em seus cursos inúmeras quedas, sendo que os principais rios são o Rio Chapecózinho e o Rio Irani.

### Limites
O município limita-se ao norte com Ouro Verde, Bom Jesus, e Abelardo Luz. Ao sul com Ipumirim e Xavantina. A leste com Vargeão e a oeste com Xanxerê.

### Clima
O clima do município de Faxinal dos Guedes é temperado. A temperatura média anual é de 16,4 °C, sendo que no inverno pode alcançar temperaturas abaixo de 0 °C propiciando a ocorrência de neve e no verão pode alcançar temperaturas de até 30 °C.
Existe uma pluviosidade significativa ao longo do ano. Mesmo o mês mais seco ainda assim tem muita pluviosidade. Segundo a Köppen e Geiger o clima é classificado como Cfb.  2255 mm é a pluviosidade média anual. O mês mais seco tem uma diferença de precipitação 86 mm em relação ao mês mais chuvoso. 8,7 °C é a variação das temperaturas médias durante o ano. A temperatura média do mês de Janeiro, o mês mais quente do ano, é de 20.7 °C. A temperatura mais baixa de todo o ano é em Julho, a temperatura média é 12.0 °C. Julho é o mês mais seco com 149 mm. Em Outubro cai a maioria da precipitação, com uma média de 235 mm.
É constante o vento no município devido a sua altitude, sendo que as principais direções são Nordeste e Sul.
| Dados climatológicos para Faxinal dos Guedes | Dados climatológicos para Faxinal dos Guedes | Dados climatológicos para Faxinal dos Guedes | Dados climatológicos para Faxinal dos Guedes | Dados climatológicos para Faxinal dos Guedes | Dados climatológicos para Faxinal dos Guedes | Dados climatológicos para Faxinal dos Guedes | Dados climatológicos para Faxinal dos Guedes | Dados climatológicos para Faxinal dos Guedes | Dados climatológicos para Faxinal dos Guedes | Dados climatológicos para Faxinal dos Guedes | Dados climatológicos para Faxinal dos Guedes | Dados climatológicos para Faxinal dos Guedes | Dados climatológicos para Faxinal dos Guedes |
| Mês                                          | Jan                                          | Fev                                          | Mar                                          | Abr                                          | Mai                                          | Jun                                          | Jul                                          | Ago                                          | Set                                          | Out                                          | Nov                                          | Dez                                          | Ano                                          |
| -------------------------------------------- | -------------------------------------------- | -------------------------------------------- | -------------------------------------------- | -------------------------------------------- | -------------------------------------------- | -------------------------------------------- | -------------------------------------------- | -------------------------------------------- | -------------------------------------------- | -------------------------------------------- | -------------------------------------------- | -------------------------------------------- | -------------------------------------------- |
| Temperatura máxima média (°C)                | 26,9                                         | 26,3                                         | 25,2                                         | 22,0                                         | 20,1                                         | 18,8                                         | 18,7                                         | 20,7                                         | 21,8                                         | 23,2                                         | 25,0                                         | 26,2                                         | 22,9                                         |
| Temperatura média (°C)                       | 20,7                                         | 20,4                                         | 19,0                                         | 15,7                                         | 13,6                                         | 12,5                                         | 12,0                                         | 13,6                                         | 15,2                                         | 16,8                                         | 18,3                                         | 19,6                                         | 16,4                                         |
| Temperatura mínima média (°C)                | 14,6                                         | 14,5                                         | 12,9                                         | 9,4                                          | 7,1                                          | 6,2                                          | 5,3                                          | 6,5                                          | 8,7                                          | 10,4                                         | 11,6                                         | 13,0                                         | 10,0                                         |
| Precipitação (mm)                            | 212                                          | 174                                          | 177                                          | 179                                          | 187                                          | 215                                          | 149                                          | 181                                          | 212                                          | 235                                          | 152                                          | 182                                          | 2 255                                        |
| Fonte: Climate-Data.org                      |                                              |                                              |                                              |                                              |                                              |                                              |                                              |                                              |                                              |                                              |                                              |                                              |                                              |

## Demografia
Em 2022, a população do município foi contabilizada pelo Instituto Brasileiro de Geografia e Estatística através do Censo Demográfico, totalizando 11 192 habitantes, espalhados por aproximadamente 4 479 domicílios e apresentando uma densidade populacional de 32,91 habitantes por quilômetro quadrado. A estimativa para 2024 era de 11.486 habitantes, representando uma tendência recente de crescimento populacional. Apesar de pouca população o município possui um elevado índice de urbanização e desenvolvimento humano.

Vista panorâmica da Avenida São João, no centro da cidade

É o 3º município mais populoso da região geográfica imediata de Xanxerê e o 7º município mais populoso da Região Metropolitana de Chapecó.

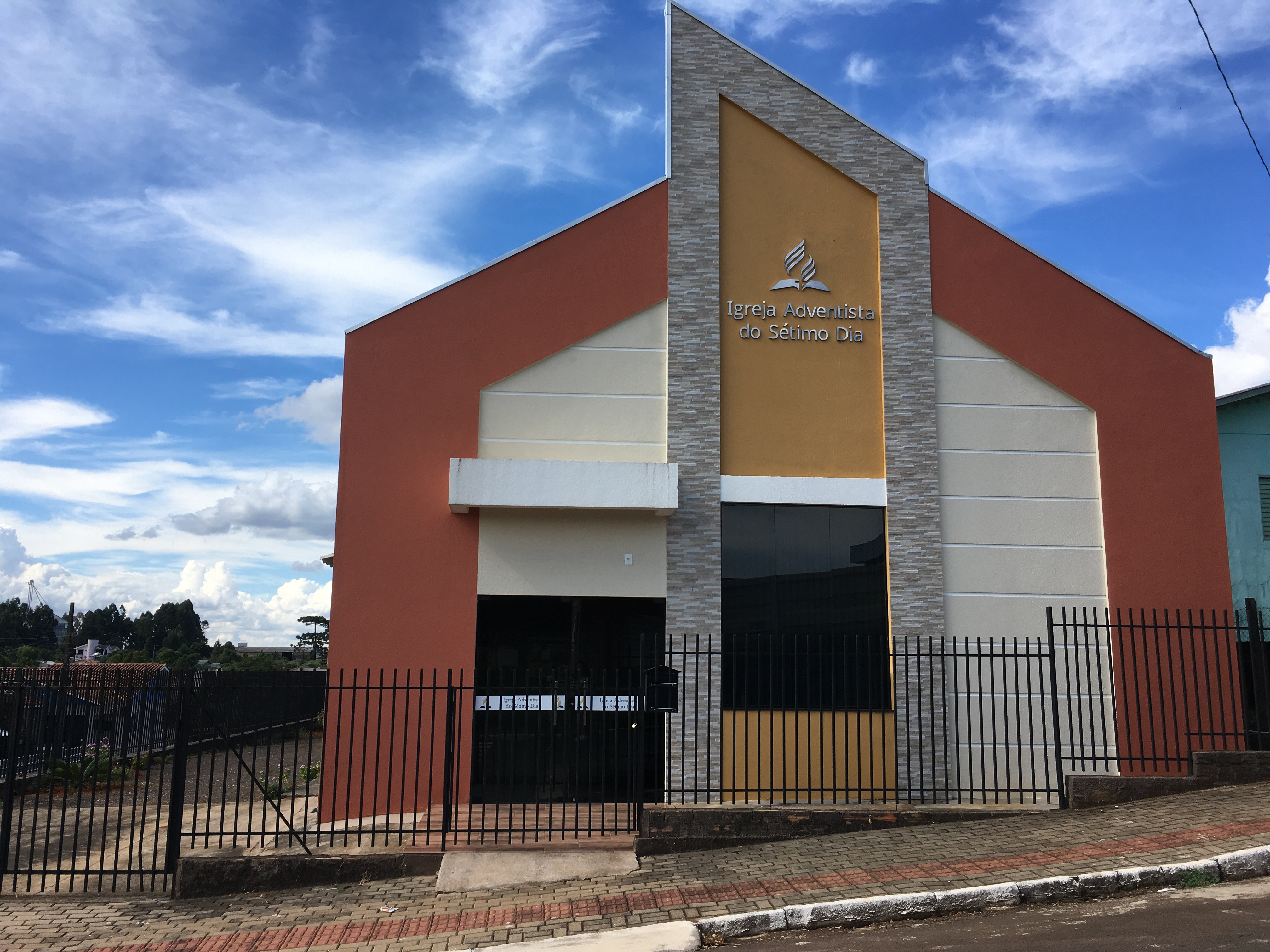
Igreja Adventista do Sétimo Dia

| Evolução Populacional de Faxinal dos Guedes desde 1950 |
| --- |
| Fonte: IBGE Censo 1950 - 2010 (2020 – Estimativa da população) (Em 1964 desmembrou-se o município de Vargeão. Em 1950 Faxinal dos Guedes era distrito do município de Chapecó ) – IBGE Censo IBGE Estimativa populacional |

### Composição Étnica
De acordo com a contagem da população, realizada pelo IBGE através do Censo 2022, dos 11.192 habitantes, 7.439 eram Brancos, 3.508 Pardos, 224 Pretos, 15 Indígenas e 02 Amarelos.

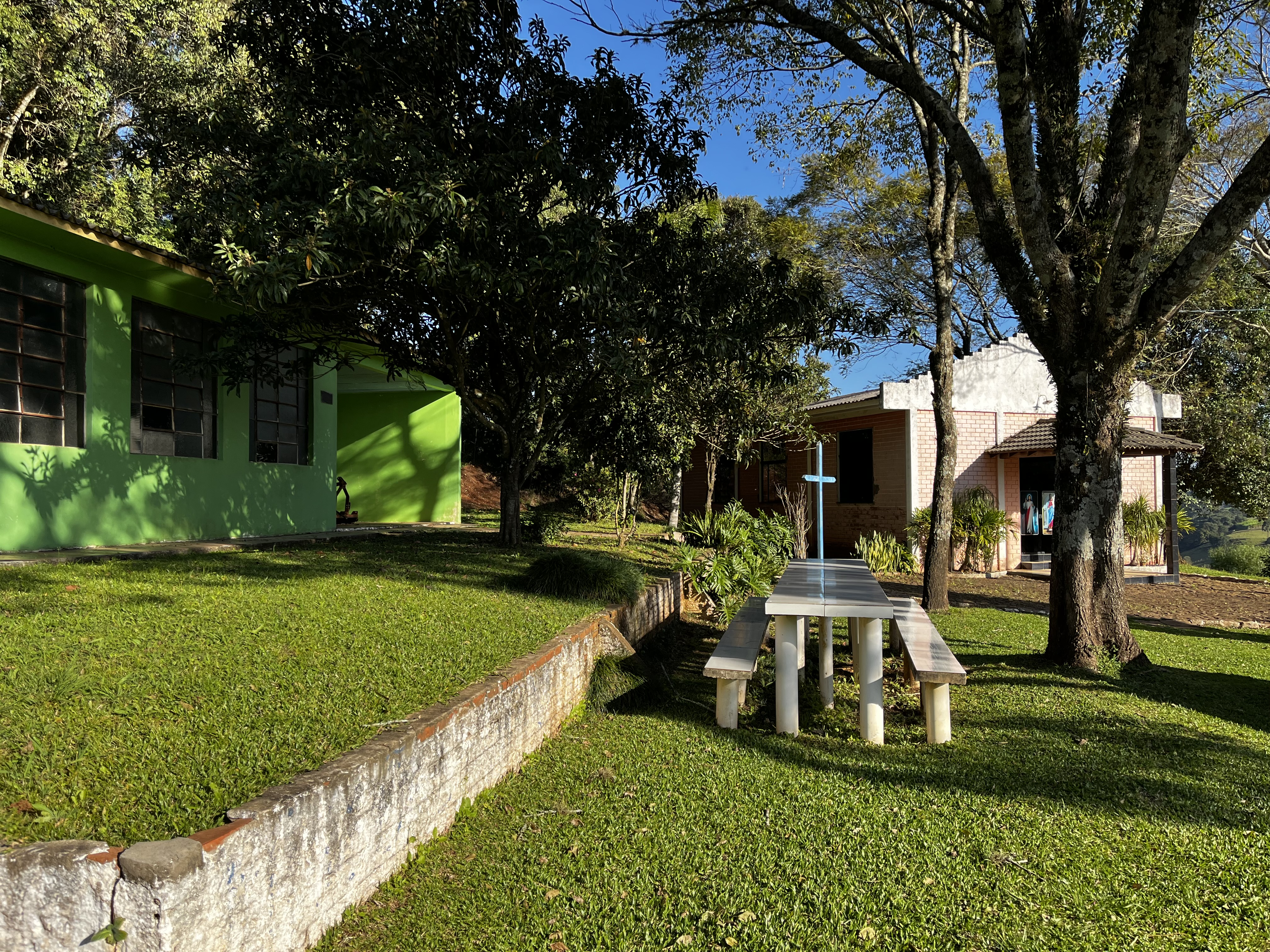
Igreja Católica da Linha Boa Esperança.

### Religião
Tal qual a variedade cultural verificável em Faxinal dos Guedes, são diversas as manifestações religiosas presentes na cidade. Embora tenha se desenvolvido sobre uma matriz social eminentemente católica, tanto devido à colonização quanto à imigração - e ainda hoje a maioria dos faxinalenses declara-se católica -, é possível encontrar atualmente na cidade dezenas de denominações protestantes diferentes, assim como a prática do espiritismo entre outras. Entre as mais tradicionais denominações religiosas presentes no município estão a Assembleia de Deus, Igreja Adventista do Sétimo Dia, Igreja do Evangelho Quadrangular e Igreja luterana.

## Política

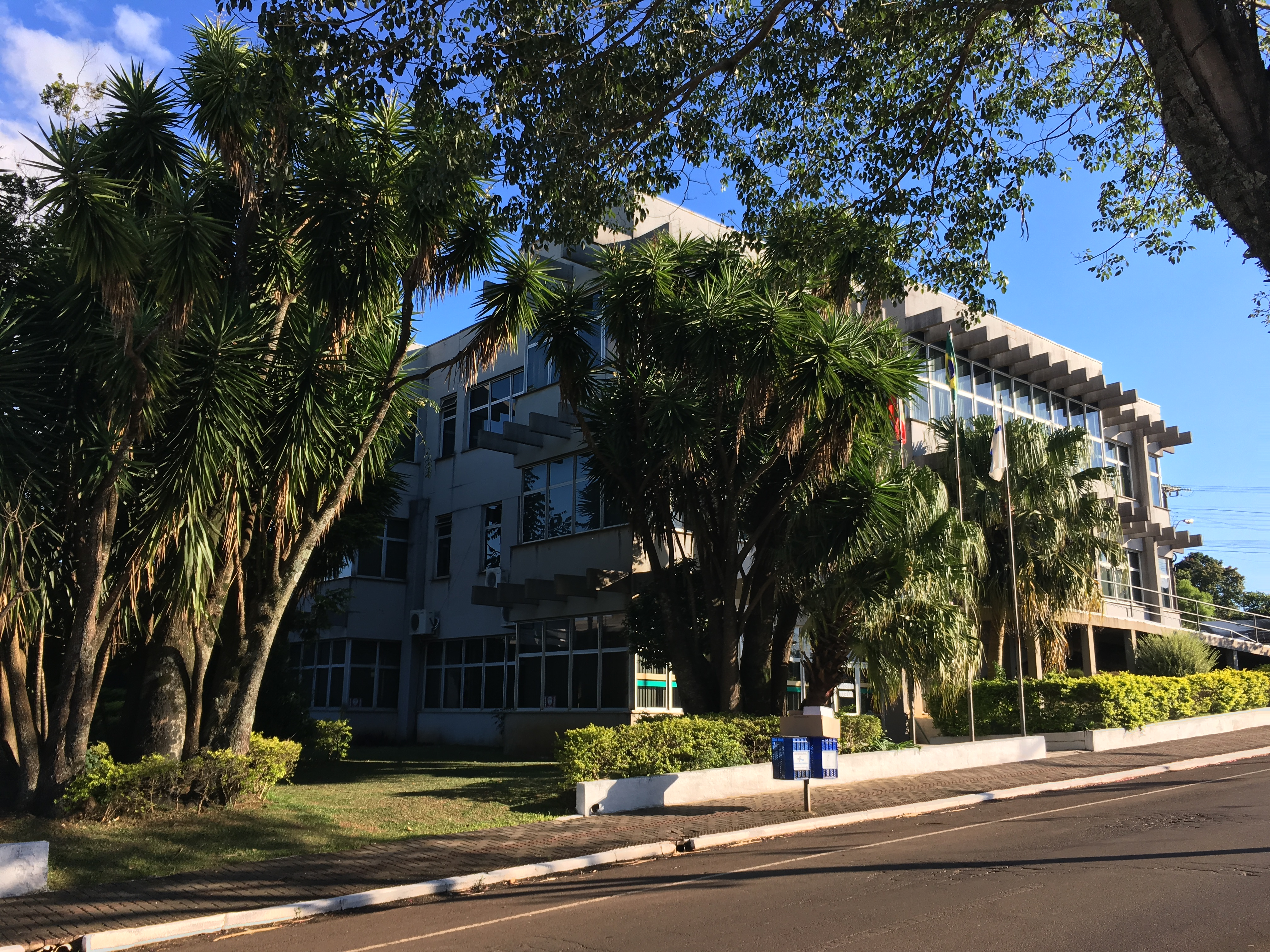
Prefeitura Municipal

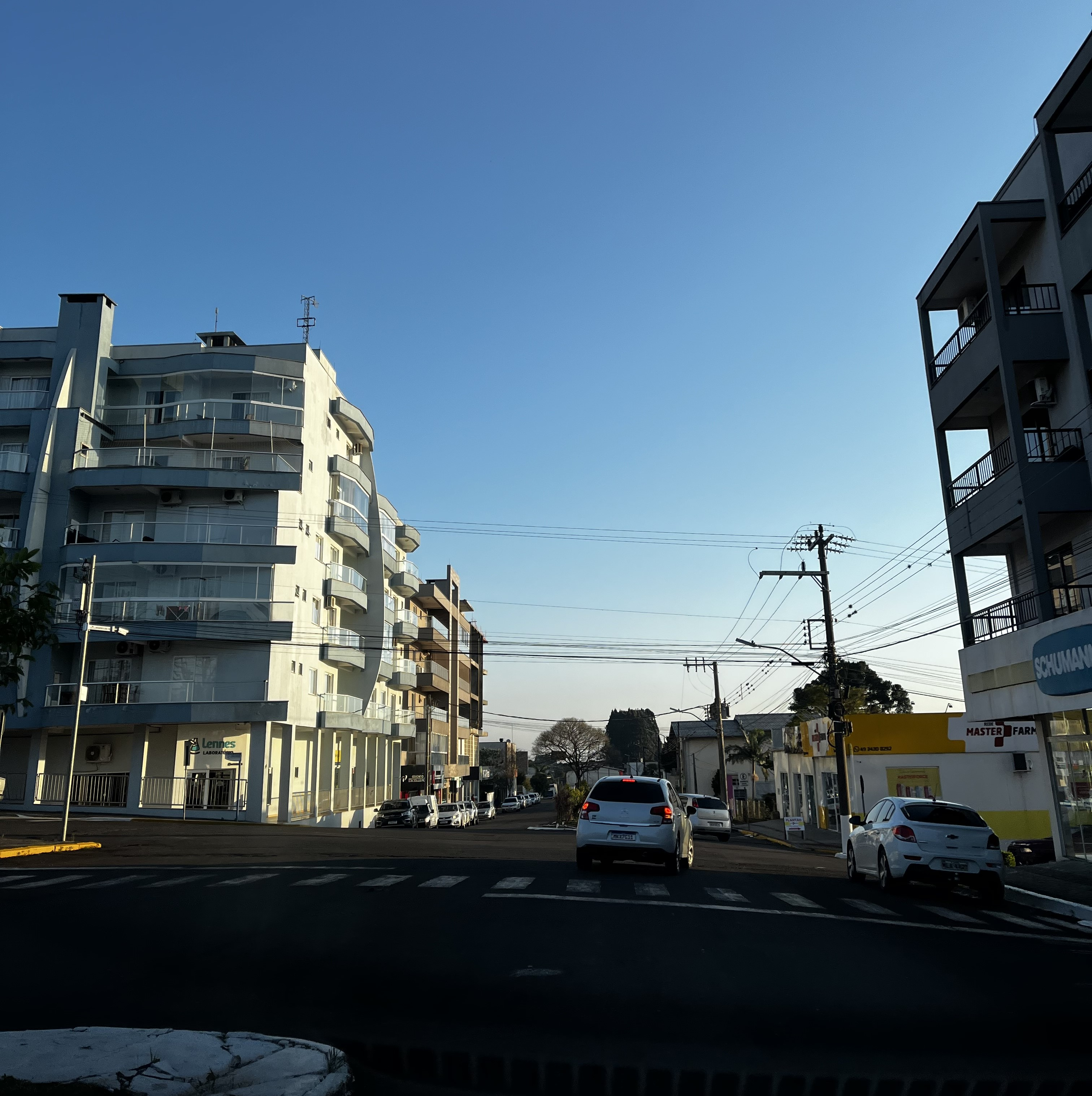
Vista da Av. Darcy Sarmanho Vargas.

De acordo com a Constituição de 1998, Faxinal dos Guedes está localizada em uma república federativa presidencialista. Foi inspirada no modelo estadunidense, no entanto, o sistema legal brasileiro segue a tradição romano-germânica do Direito positivo. A administração municipal se dá pelo poder executivo e pelo poder legislativo.
O prefeito eleito nas eleições municipais do Brasil em 2024, para ocupar o cargo de 2025 a 2028, foi Jader Danielli do Partido Social Democrático - PSD.
O poder legislativo da cidade de Faxinal dos Guedes é constituído pela Câmara Municipal), composta por 09 vereadores eleitos para mandatos de quatro anos (em observância ao disposto no artigo 29 da Constituição).

## Divisão Administrativa
O município de Faxinal dos Guedes é constituído pelo distrito sede e pelo distrito de Barra Grande.

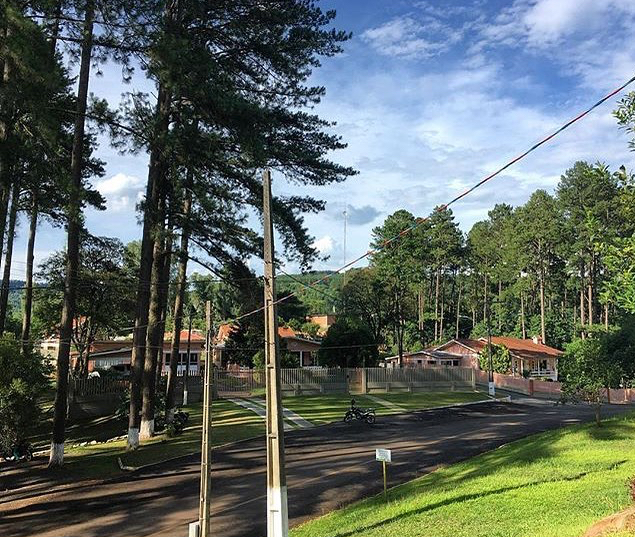
Casas na região de Vila Abrasa, no distrito de Barra Grande.

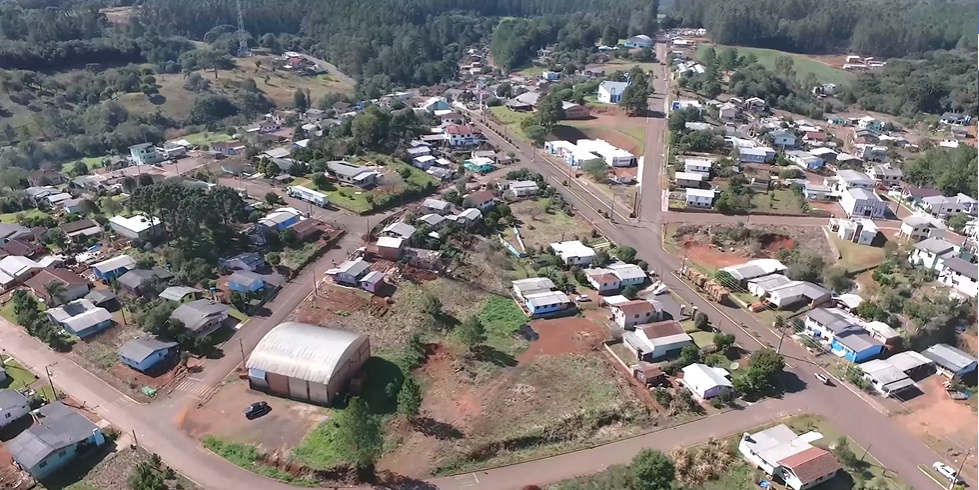
Distrito de Barra Grande.

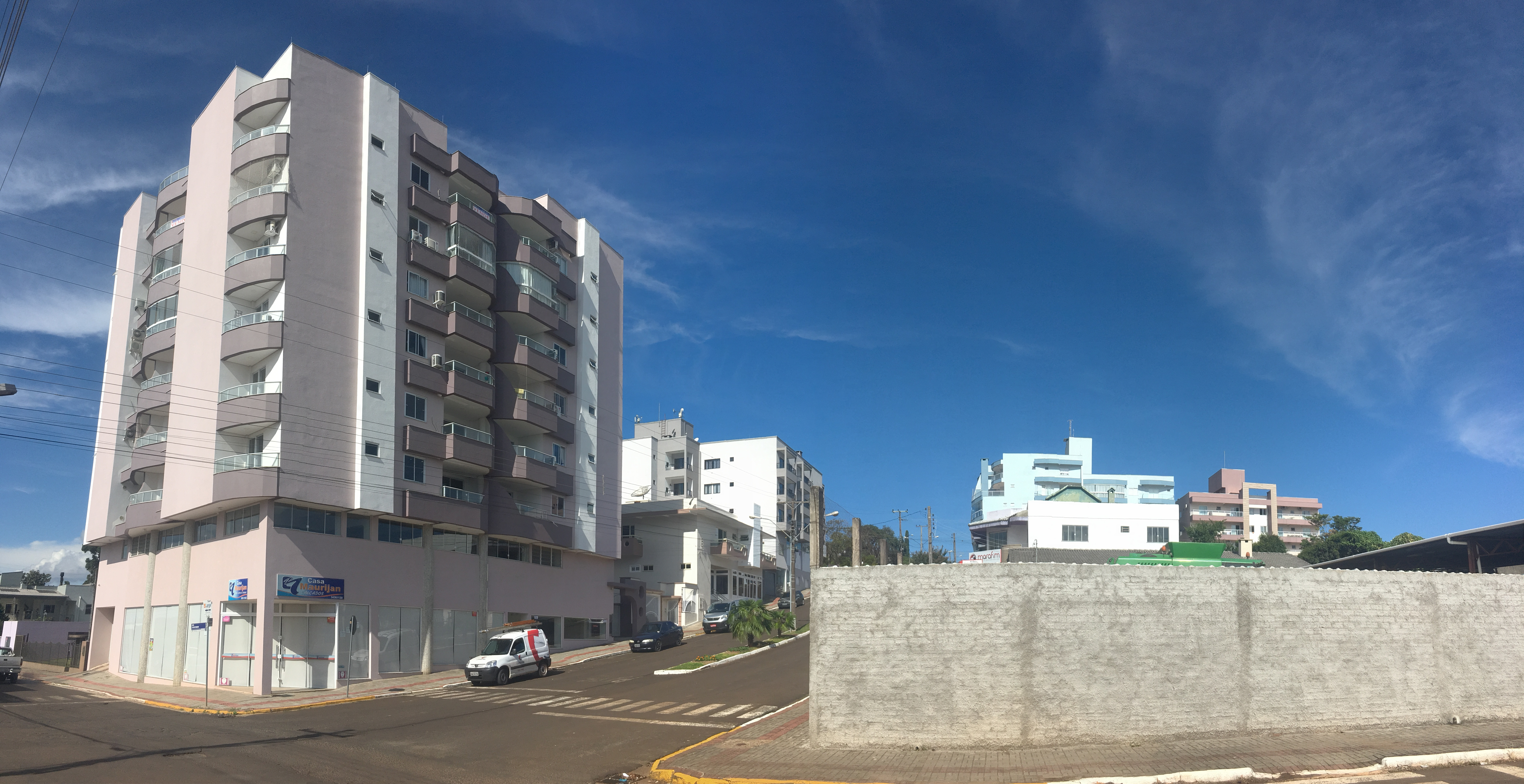
Vista panorâmica da Rua Santa Catarina.

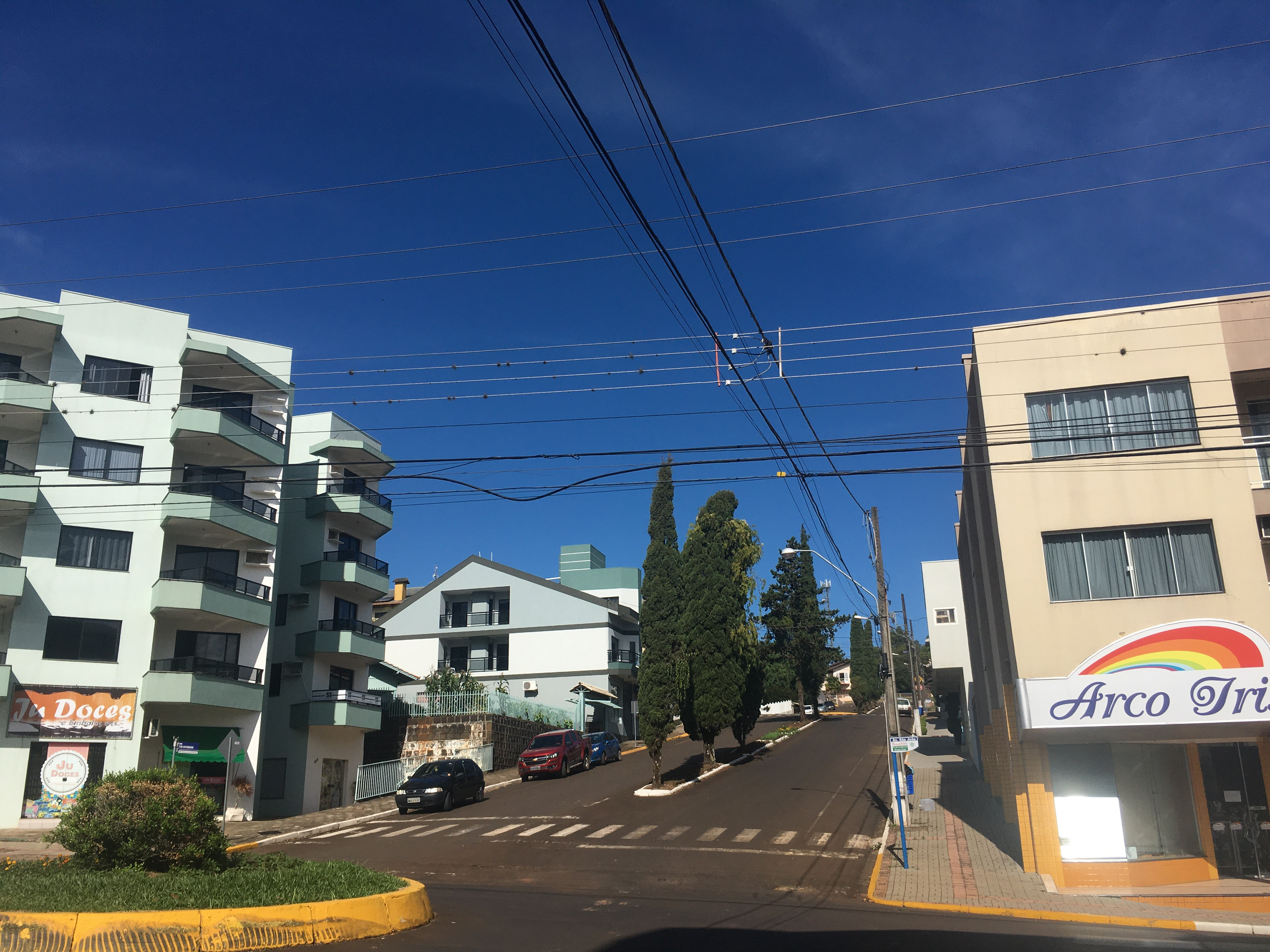
Cruzamento da Rua 7 de Setembro com Avenida São João.

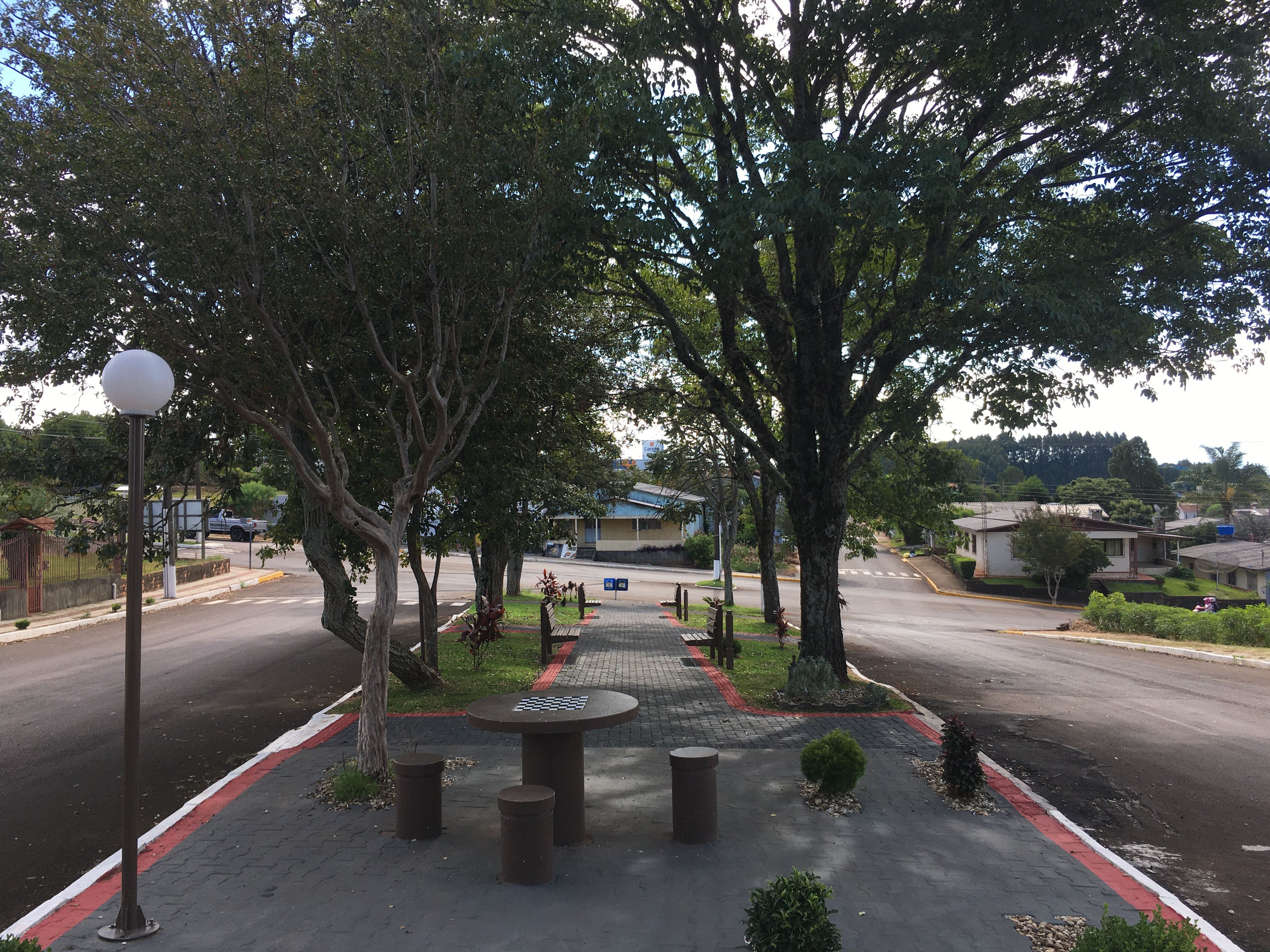
Praça dos Ipês.

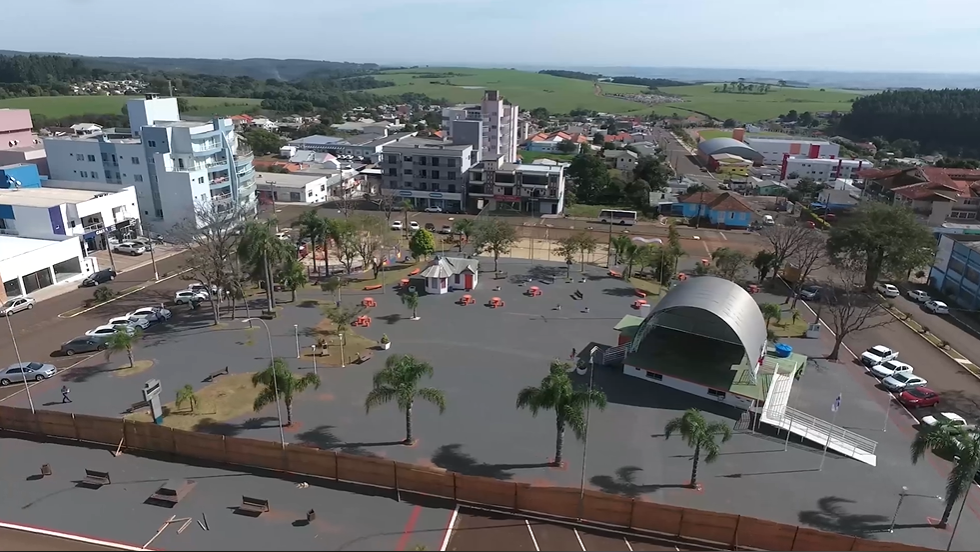
Praça Municipal Ventura Migliorini.

O distrito de Barra Grande foi criado através da Lei nº 94 de 14 de agosto de 1963.

### Distritos
O município é composto por dois distritos: Sede e Barra Grande. O perímetro urbano do distrito de Barra Grande possuía, conforme o Censo 2022, 1.293 habitantes. A área urbana do distrito é subdividida entre Barra Grande (826 habitantes), Florestal (281 habitantes), Abrasa e Nova Brasília (186 habitantes). A área rural pertencente à jurisdição do distrito de Barra Grande possuía 143 habitantes, onde estão situados os povoados de Cerro Azul, Salto Belém, Alto Alegre, Fortaleza e Uvaranas.
| - Faxinal dos Guedes (MAPA) | - Barra Grande (MAPA) |

### Bairros
De acordo com a Lei Complementar nº 002 de 14 de julho de 1999 o distrito Sede de Faxinal dos Guedes é formado por dez bairros.
| Posição | Bairro                                 | População |
| ------- | -------------------------------------- | --------- |
| 1       | São Cristóvão                          | 1.394     |
| 2       | Centro                                 | 976       |
| 3       | Rosa                                   | 743       |
| 4       | 1                                      | 624       |
| 5       | Ozelame                                | 489       |
| 6       | João José Gehlen                       | 448       |
| 7       | Antoniolli                             | 396       |
| 8       | 2                                      | 392       |
| 9       | São José                               | 354       |
| 10      | 3                                      | 206       |
|         | Área urbana não classificada em bairro | 1.515     |

### Área Rural

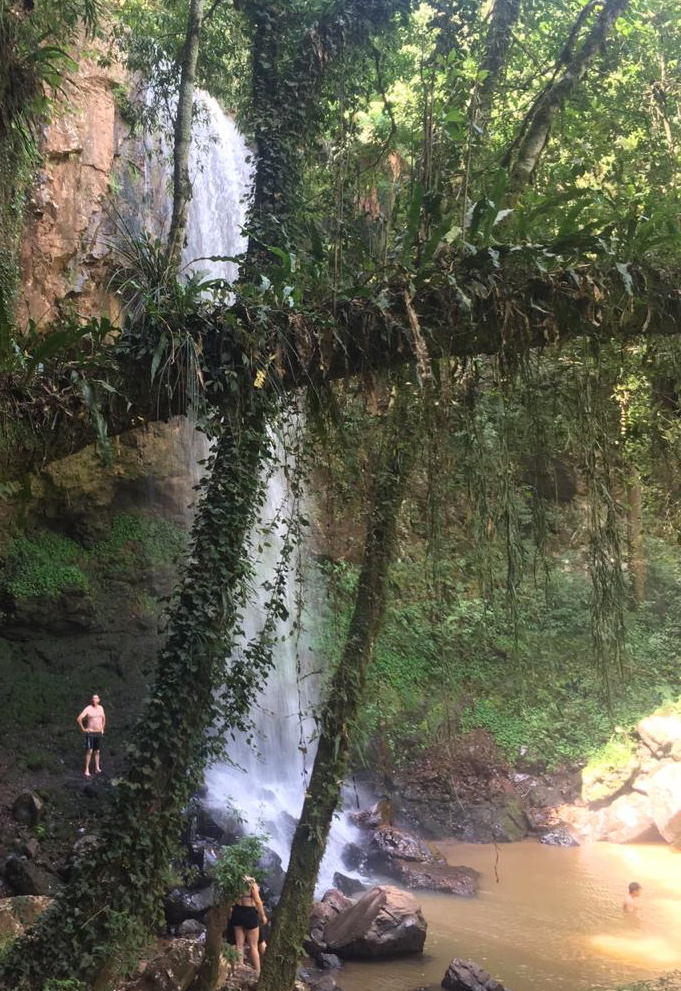
Cachoeira na localidade rural de Gruta Boa Esperança

A zona rural é bastante extensa e abrigava, em 2010, cerca de 1 877 habitantes.É composta por diversos povoados e lugarejos.

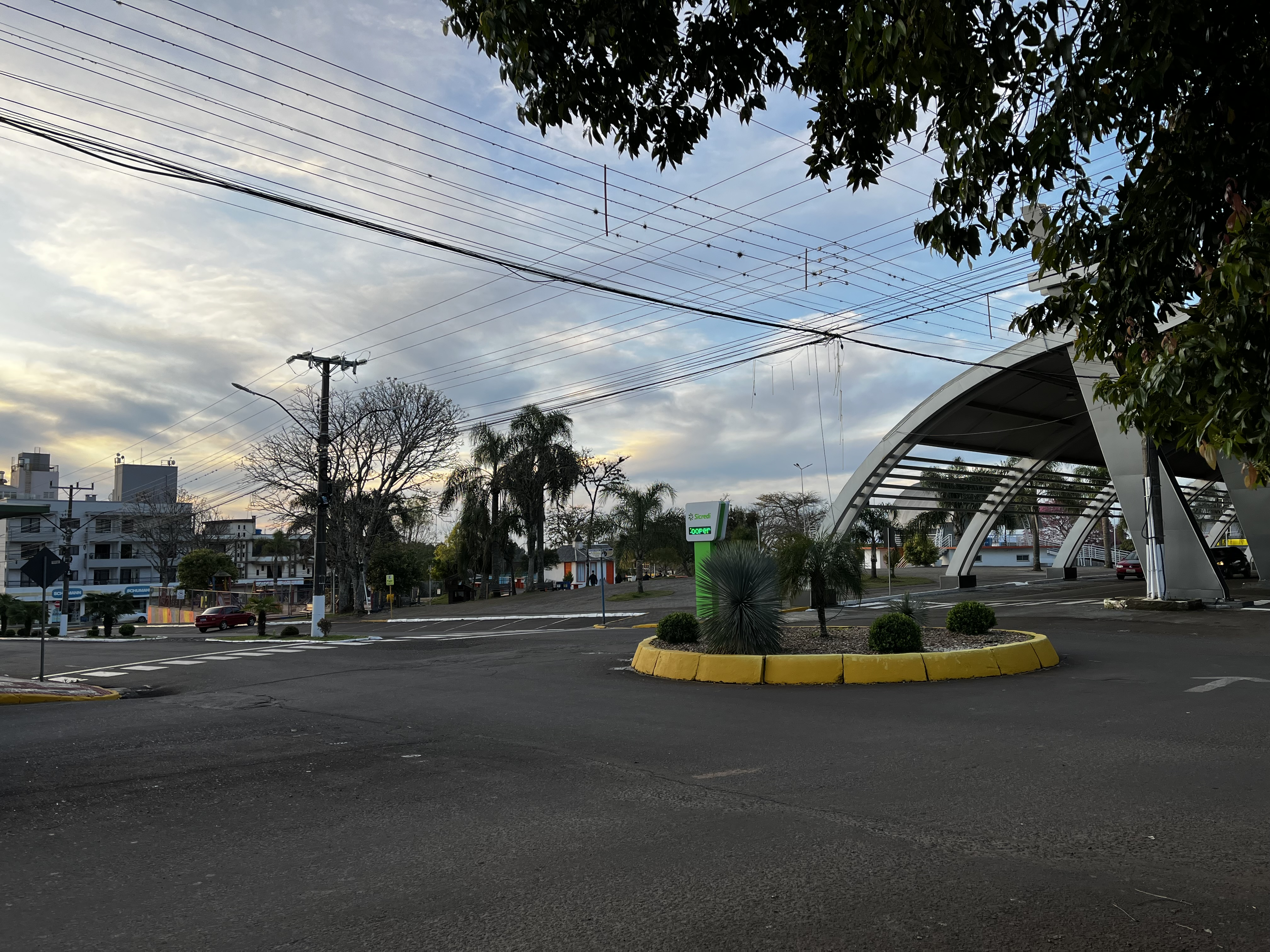
Rua Coberta na Praça Ventura Migliorini.

As principais localidades rurais são:
| - Além da Boa Esperança (MAPA) - Alto Alegre (MAPA) - Arroio Grande (MAPA) - Banhado Verde (MAPA) - Barra Bonita (MAPA) - Barra dos Guedes (MAPA) - Boa Esperança (MAPA) - Cerro Azul (MAPA) - Duas Palmeiras (MAPA) - Esperinha (MAPA) - Florestal (MAPA) - Fortaleza (MAPA) - Foz das Tábuas (MAPA) - Gruta Boa esperança (MAPA) | - Lageado dos Guedes (MAPA) - Nova Sarandi (MAPA) - Passo do Irani (MAPA) - Salto Belém (MAPA) - Santa Laura (MAPA) - Santo Antônio (MAPA) - São Gabriel (MAPA) - São José das Tábuas (MAPA) - São Roque (MAPA) - Sede Ribeiro (MAPA) - Três Pinheiros (MAPA) - Tupiragi (MAPA) - Urupema (MAPA) - Vila Nova (MAPA) |

## Economia
De acordo com dados do Instituto Brasileiro de Geografia e Estatística (IBGE), o Produto interno bruto (PIB) do município de Faxinal dos Guedes no ano de 2021, foi de R$ 758.314.274 reais. O PIB é composto majoritariamente pelo setor de serviços (R$ 206.135,10 milhões), agropecuária (R$ 192.989,96 milhões) e Indústria (R$ 181.042,05 milhões) Em 2021, o pessoal ocupado somava um total de 4.263 pessoas. O salário médio mensal dos trabalhadores formais é um dos mais altos da região, girando em torno de 2,2 salários mínimos.

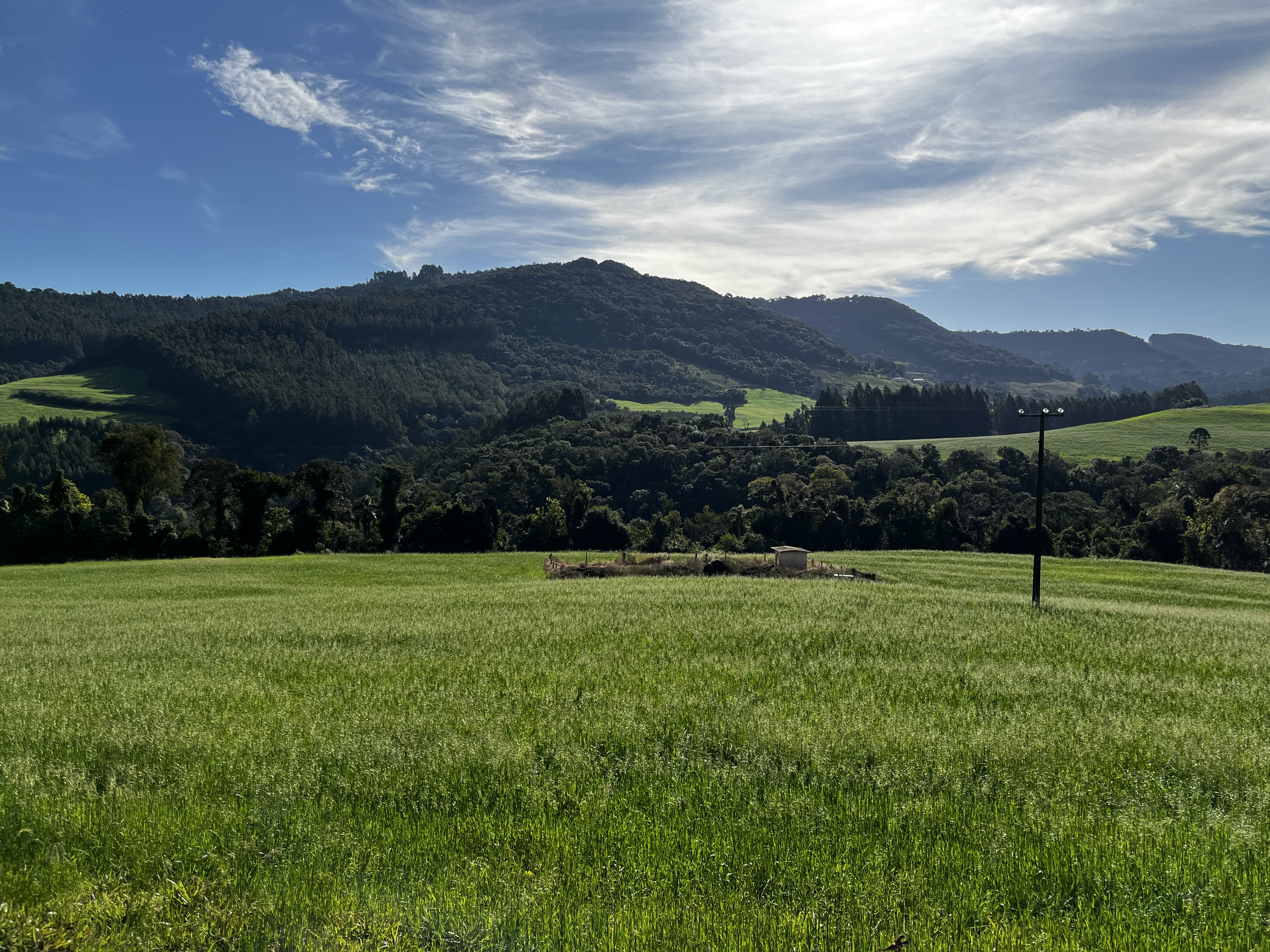
Campo agrícola na localidade rural de Linha São José das Táboas.

### Indústria e Serviços
Após a instalação da primeira serraria em 1942, Migliorini e Grando e Cia LTDA, estas se multiplicaram e foram a maior força industrial do município até a década de 60 e 70. A partir da década de 60 começaram a se instalar agroindústrias e fábricas de papelão, sendo esta última o principal pilar da indústria do município até hoje.
Faxinal dos Guedes conta hoje com indústrias que a deixam em destaque em todo território brasileiro e em outros países como a BRF Brasil Foods, Avelino Bragagnolo Indústria e Comércio, Pezzaioli, entre outras. Também possui um variado ramo comercial, podendo-se encontrar desde pequenos utensílios até itens de maior porte.

### Agricultura
Outros pilares da economia eram a extração de madeira e de erva-mate, passando mais tarde à agricultura e a pecuária, predominando a produção de erva-mate e criação bovina, suína e avícola.
Na agricultura se destaca também como grande produtor de semente de soja e de milho.

## Turismo
Fazendo parte da região turística Grande Oeste, o município possui paisagens campeiras com parques ecológicos, cascatas, corredeiras e cânions, sendo propício à pratica de ecoturismo. Áreas de camping, pesque-pague e parques aquáticos são o principal atrativo do município.

## Infraestrutura

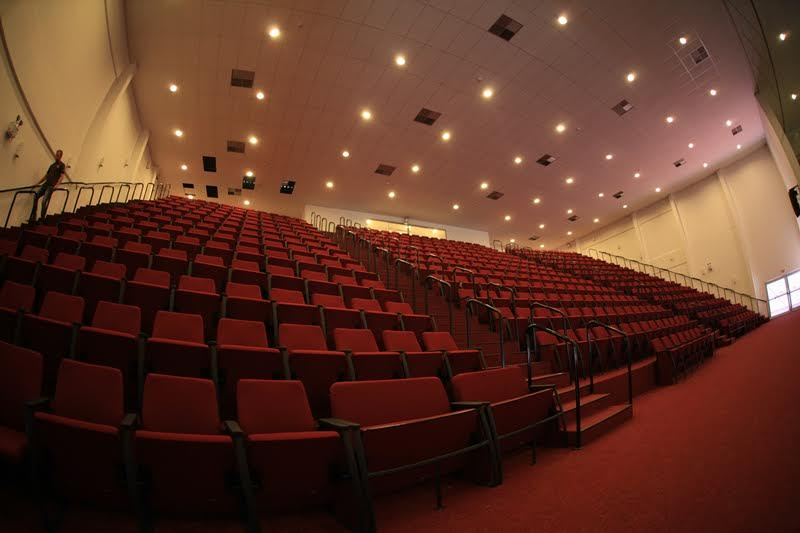
Centro de Eventos César Avelino Bragagnolo.

### Centro de Cultura e Eventos
O município possui dois centros de cultura e eventos. O maior, localizado no centro, possui um moderno auditório com capacidade para 530 pessoas, camarins, teatro, elevador e um moderno sistema de sonorização. Neste prédio também funciona a câmara de vereadores e a biblioteca municipal. Seu nome, Cesar Avelino Bragagnolo, foi uma homenagem ao filho de um importante empresário faxinalense. Além deste, também há um centro de cultura e eventos, de menor porte, no distrito de Barra Grande.

### Complexo Esportivo Municipal
Localizado no Bairro São Cristóvão, o complexo esportivo municipal possui uma pista de atletismo totalmente pavimentada e com iluminação em LED, além de campo de futebol, academia de saúde e área para modalidades de atletismo tais como arremesso de peso.

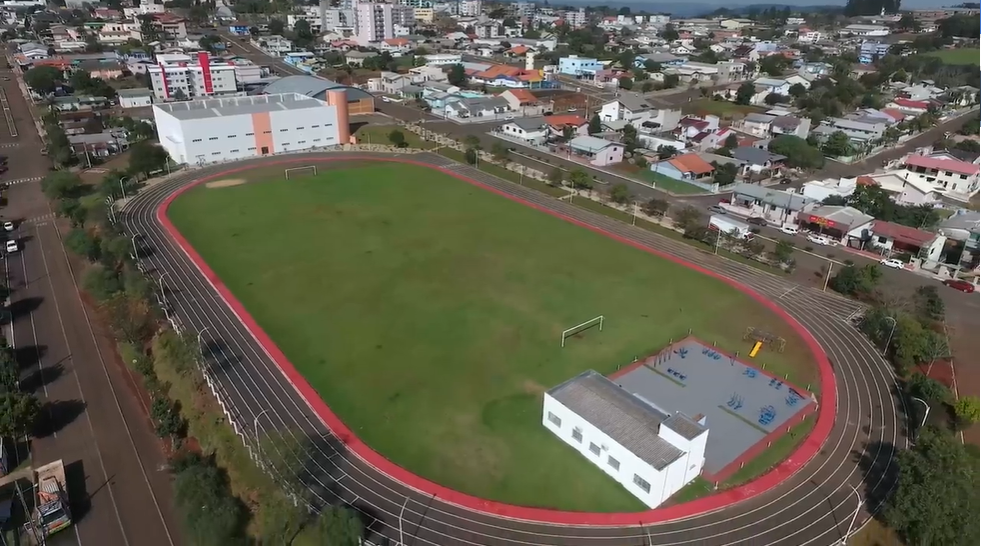
Complexo esportivo municipal.

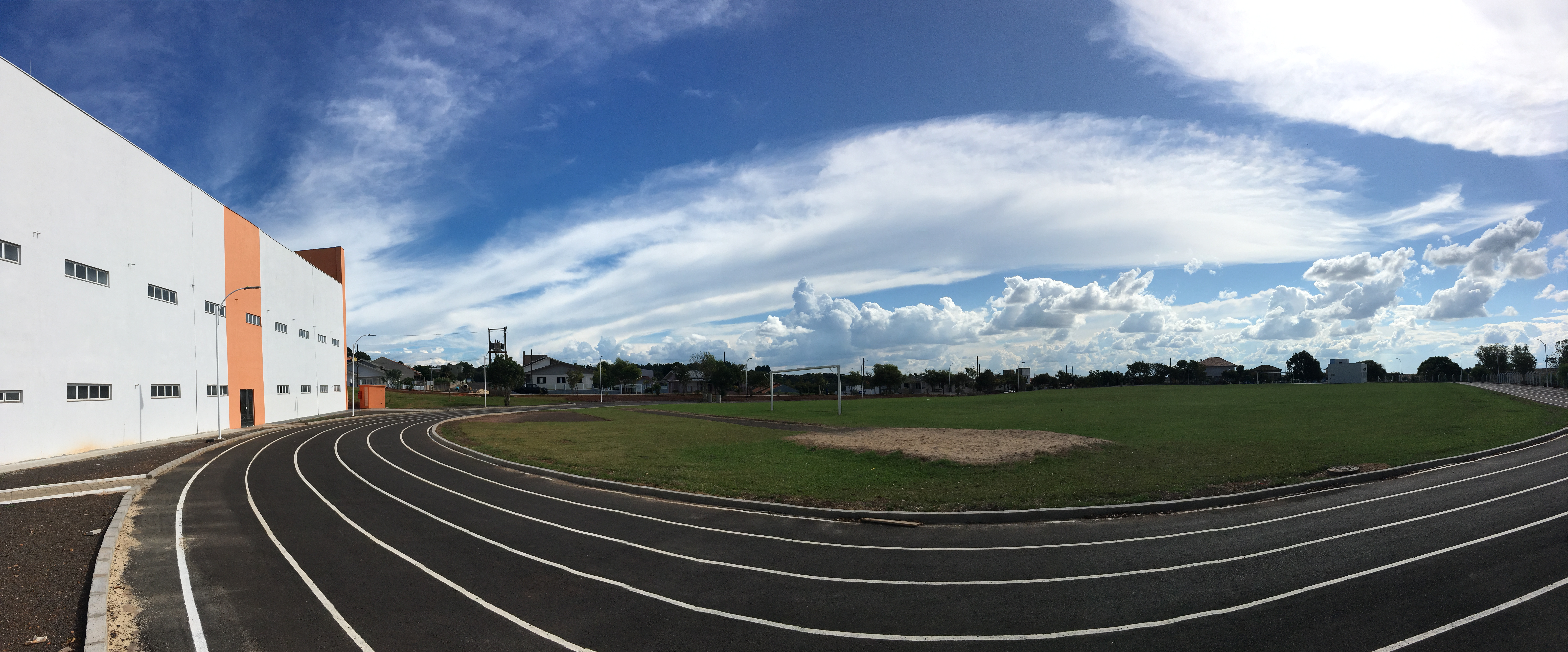
Complexo Esportivo municipal.

### Meios de Comunicação

#### Televisão
Analógico
- 3 VHF - SCC SBT (SBT)
- 6 VHF - NDTV Chapecó (RecordTV)

Digital
- 3.1 (46 UHF) - SCC SBT (SBT)
- 6.1 (28 UHF) - NDTV Chapecó (RecordTV)
- 8.1 (25 UHF) - NSC TV Chapecó (Globo)
- 9.1 (12 UHF) - TV Câmara
- 9.2 (12 UHF) - TV AL SC
- 9.3 (12 UHF) - TV Senado

#### Rádio
- FM 102.9 MHz - Alternativa FM
- FM 104.9 MHz - Faixa Comunitária

### Transportes

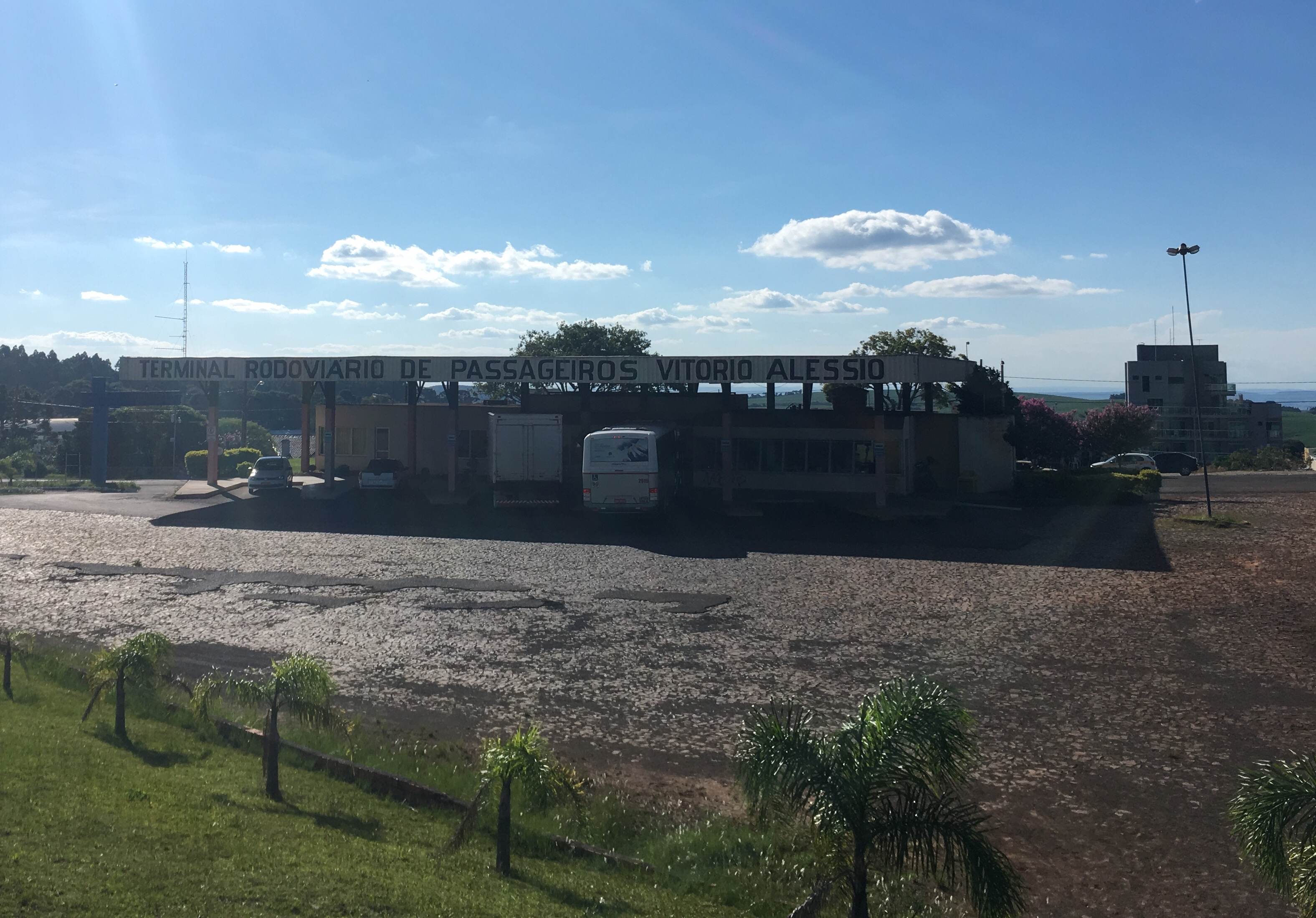
Terminal Rodoviário Vitório Aléssio

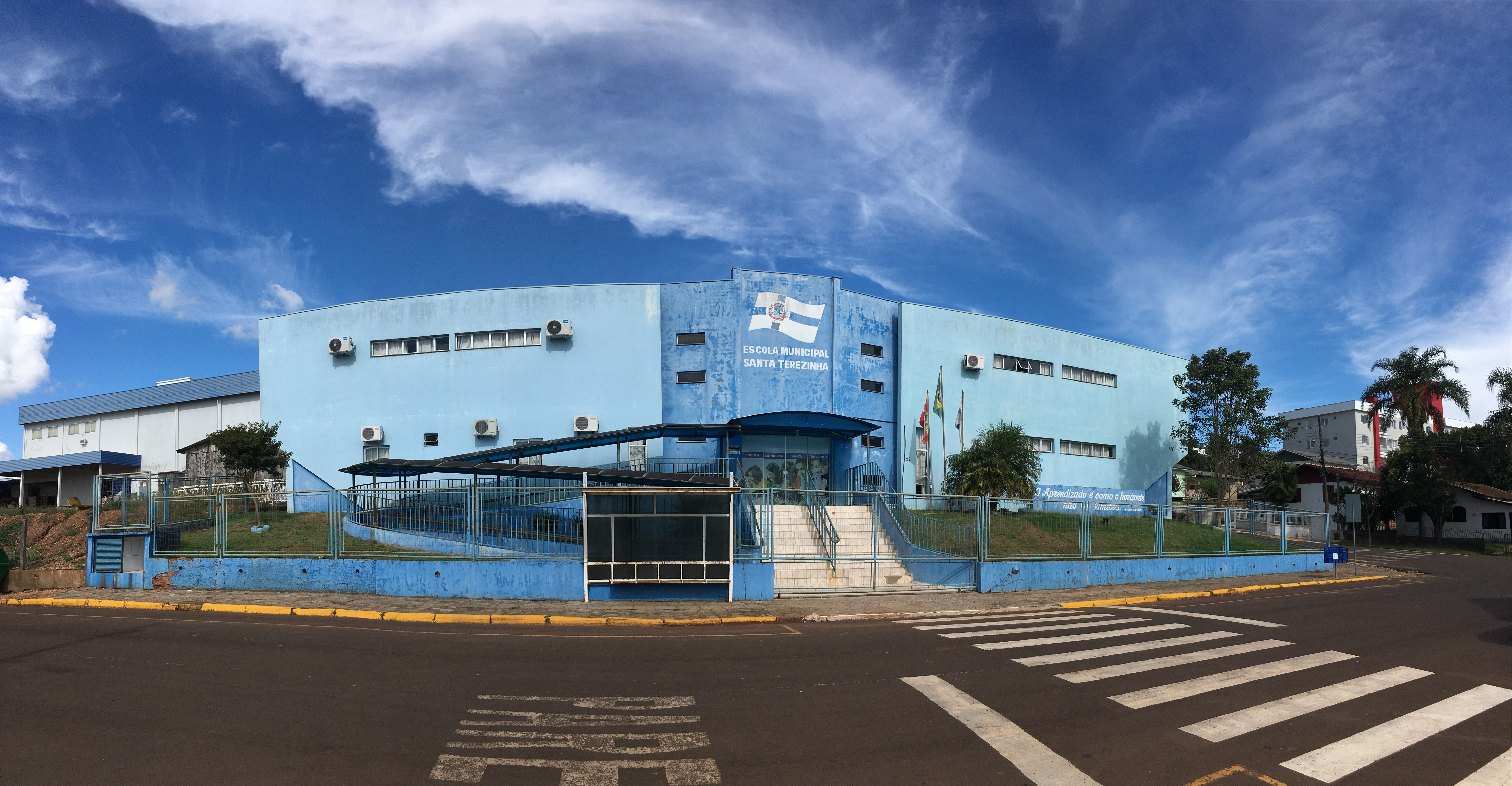
Escola Municipal Santa Terezinha

O Terminal Rodoviário Vitório Aléssio foi construído estrategicamente ao lado do principal trevo de acesso à cidade. No interior do terminal estão localizados guichês para venda de passagens, lanchonete e banheiros públicos. Há linhas para as principais cidades da região e do país através da empresa Reunidas entre outras. O transporte público é providenciado por uma empresa de ônibus local com uma linha em operação diária entre a região central e o distrito de Barra Grande.

O principal acesso é pela rodovia BR-282 para quem vem do Litoral ou do Extremo Oeste. Também é possível chegar utilizando o Aeroporto de Xanxerê para aeronaves de pequeno porte, distante cerca de 14 km e com uma empresa de táxi aéreo operando regularmente, ou o Aeroporto de Chapecó, distante cerca de 68 km, que conta com voos regulares para todo o país pelas empresas Gol Linhas Aéreas Inteligentes, LATAM Airlines Brasil e Azul Linhas Aéreas Brasileiras.

### Educação
Segundo o IBGE, Faxinal dos Guedes conta com 06 escolas de nível fundamental e 02 de nível médio.
- EEB Prof. Salustiano Antônio Cabreira
- EEB Prof. Tertuliano Turíbio de Lemos
- EM Santa Terezinha
- EM Airo Ozelame
- EM Alexandre Antoniolli
- EM Tereza Migliorini

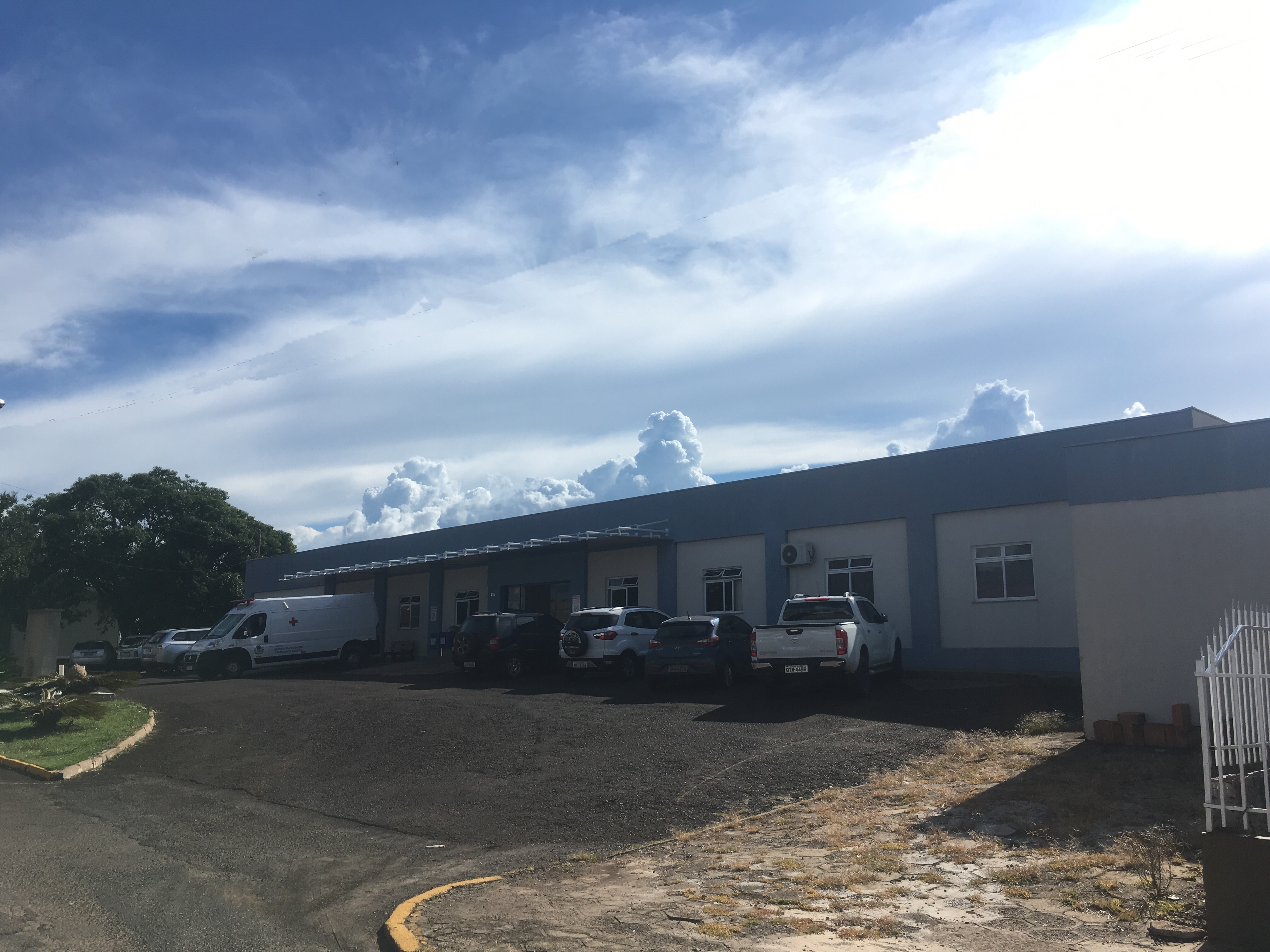
Hospital São Cristóvão.

Com a instalação de novos polos de ensino a distância, a cidade já conta com 01 centro na modalidade superior.

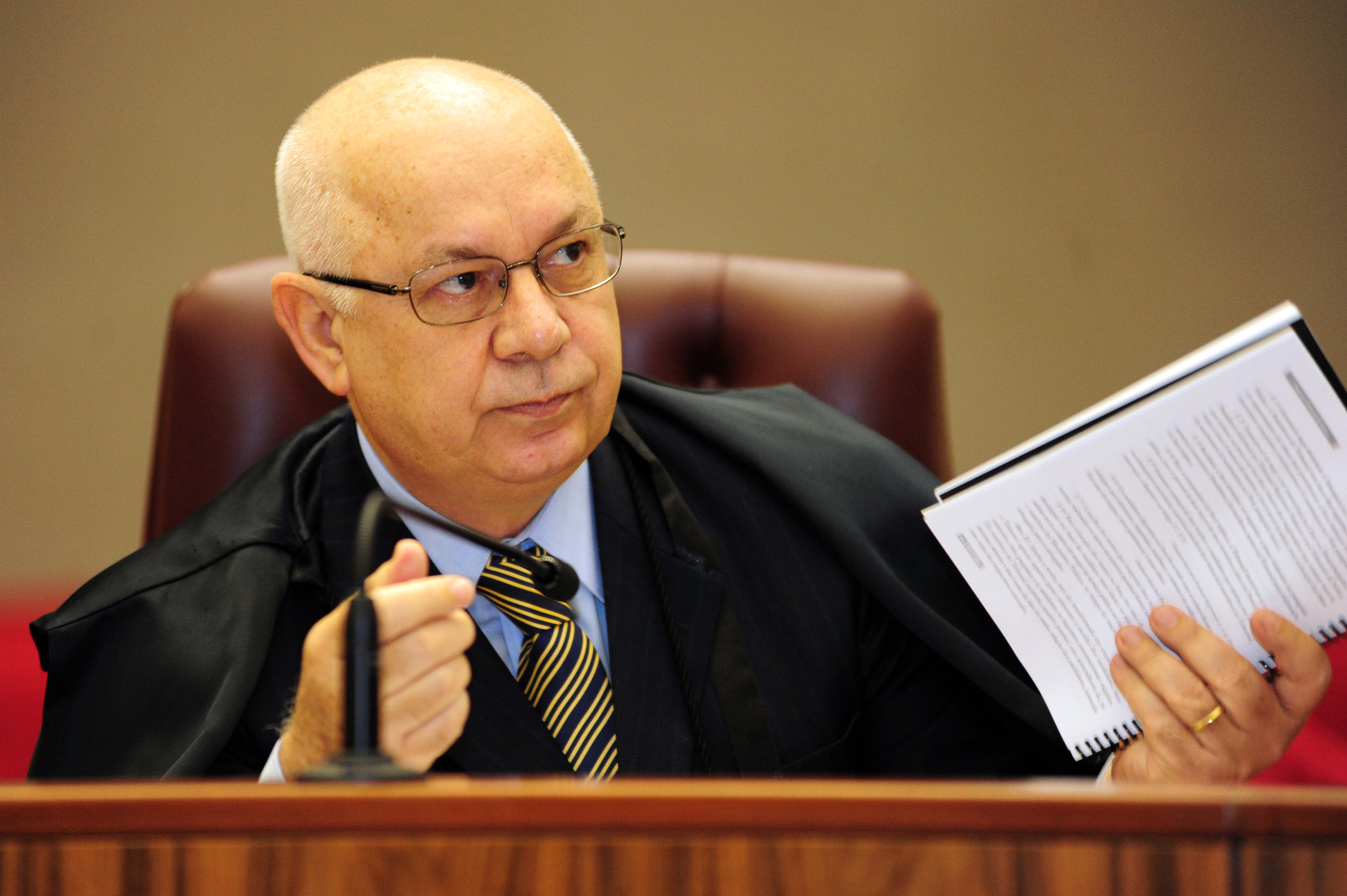
Teori Zavascki. Foi ministro do STF.

### Saúde
Faxinal dos Guedes conta com 01 centro hospitalar (Sociedade Hospitalar Beneficente São Cristóvão) atendendo em várias modalidades com 42 leitos, 08 unidades de saúde pública além de policlínicas e laboratórios de analises clínicas.
As unidades básicas de saúde (UBS), que prestam serviços de menor complexidade, são:
- UBS Central
- UBS Bairro São Cristóvão
- UBS Bairro Rosa
- UBS Distrito de Barra Grande
- UBS Bairro João José Gehlen

## Faxinalenses ilustres
Teori Zavascki, ministro do Supremo Tribunal Federal.